# 투리미키레나무타기쥐
투리미키레나무타기쥐(Rhipidomys tenuicauda)는 비단털쥐과에 속하는 수상성 설치류이다. 베네수엘라의 토착종이다.

## 특징
작은 설치류로 몸길이는 109~128mm이고, 꼬리 길이는 몸길이의 약 115~140%이다. 발 길이는 23~27mm이다. 털은 길고 부드럽다. 등 쪽은 밝은 갈색과 오렌지색을 띠고 갈색 색조를 보이기도 하지만, 배 쪽은 크림색이고 피부쪽으로 갈수록 짙은 갈색을 띤다.  귀는 갈색이고, 일부 털이 나 있다. 발은 비교적 작고, 발 등의 검은 반점이 발가락까지 이어지며 누르스름한 색을 띤다. 꼬리 길이가 몸길이보다 길고, 꼬리는 짙은 갈색을 띠며 꼬리 끝은 긴털의 붓꼬리 형태를 띤다.

## 생태
나무 위에서 생활하는 수상성 동물이다. 먹이는 식물 씨앗이다. 6월~7월 사이에 4~5마리의 새끼를 밴 암컷이 포획된다.

## 분포 및 서식지
베네수엘라 북동부 지역에서만 알려져 있다. 해발 945~2,200m의 습윤 숲에서 서식한다.